# Luis Figueredo
Luis Figueredo y Cisneros (nacido en Bayamo, Oriente, Cuba, en el siglo XIX, y fallecido en Colombia, a inicios del siglo XX) fue un militar cubano. Fue Mayor general del Ejército Mambí y primo de Perucho Figueredo, quien fue el autor del Himno Nacional de Cuba. 

## Biografía
Luis Figueredo Cisneros nació en la ciudad de Bayamo, Oriente, Cuba, en el siglo XIX, en una fecha no especificada. 
Durante la década de 1860, pululaban las conspiraciones independentistas en Cuba, por aquel entonces colonia española. El primo de Luis, el también bayamés Perucho Figueredo, era uno de los principales conspiradores, a tal punto, que fue Perucho quien compuso el Himno de Bayamo, actual Himno Nacional de Cuba. 
Finalmente, el 10 de octubre de 1868, estalló la Guerra de los Diez Años (1868-1878), primera guerra por la independencia de Cuba. Sin embargo, Luis Figueredo ya se hallaba en rebeldía contra las autoridades españolas desde septiembre de ese mismo año, pues se negó a pagar los impuestos coloniales y ahorcó al cobrador español, atrincherándose en su finca, con un grupo de hombres. 
Participó en la reunión de San Miguel del Rompe, finca de Vicente García González, en la que se acordó iniciar la guerra el 14 de octubre. Sin embargo, Carlos Manuel de Céspedes tuvo que adelantar la fecha al 10 de octubre, pues fue informado por su pariente, Ismael de Céspedes, de que las autoridades coloniales españolas iban a arrestarlo por conspiración. 
Una vez iniciada la guerra de forma irreversible, Luis Figueredo se alzó “oficialmente” el día 13 de octubre de 1868, en la región de Holguín. Participó en el cerco de dicha ciudad, del 17 al 23 de noviembre de 1868. Fue ascendido a Coronel, en marzo de 1869, y a General de Brigada (Brigadier), en julio del mismo año. Fue subordinado al Mayor general Modesto Díaz, Jefe del “Distrito de Bayamo”. 
Su primo, el Mayor general Perucho Figueredo, fue capturado enfermo y fusilado por el enemigo el 17 de agosto de 1870. Designado Jefe de la “División de Bayamo” en febrero de 1871, atacó Yara a fines de octubre de ese año. Céspedes le tenía en gran estima. Fue ascendido a Mayor general, el 10 de octubre de 1873. En 1877, apoyó la Sedición de Santa Rita, en el Río Cauto. Al terminar la guerra, en 1878, partió al exilio. 
Se desconoce su fecha de muerte. Sólo se conoce que, a comienzos del siglo XX, residía en Colombia.